# Агнес Мусасе
Агнес Мусасе (англ. Agness Musase; нар. 11 липня 1997, Замбія) — замбійська футболістка, захисниця клубу «Грін Буффалос» та національної збірної Замбії. Одна з гравчинь, яка поїхала на футбольний турнір Літньої Олімпіади 2020 року.

## Клубна кар'єра
З 2018 року захищає кольори замбійського клубу «Грін Буффалос».

## Кар'єра в збірній
У 2018 році отримала виклик до національної збірної Замбії для участі в Кубку африканських націй. На вище вказаному турнірі дебютувала 18 листопада 2018 року в переможному (5:0) поєдинку проти Екваторіальної Гвінеї. Грейс вийшла на поле в стартовому складі, а на 90+3-ій хвилині її замінила Васт Фірі. Загалом на вище вказаному турнірі зіграла 3 матчі.